# NGC 6410
NGC 6410 је двојна звезда у сазвежђу Змај која се налази на NGC листи објеката дубоког неба.
Деклинација објекта је + 60° 47' 32" а ректасцензија 17h 35m 20,5s. Привидна величина (магнитуда) објекта NGC 6410 износи 13,8.